# 2-й Бабьегородский переулок
2-й Бабьегоро́дский переу́лок (название с XVIII века, ранее именовался Но́вый Огоро́дный переу́лок) — переулок в Центральном административном округе города Москвы на территории района «Якиманка». Берёт начало от Якиманского переулка и заканчивается примыканием к территории Новой Третьяковки.

## Происхождение названия
По одной из версий назван по местности «Бабий городок», известной с XVII—XVIII веков и названной, так как «берег здесь укрепляли сваями, вбивавшимися в землю с помощью баб — подвесных молотов из дерева или чугуна. Слово „городок“, происходит от слова „городить“, „огораживать“, что означало „укреплять“». По другой, менее достоверной версии в этом месте, «на берегу Москвы-реки татары выбирали себе полонянок». Согласно третьей версии «здесь якобы было укрепление, в котором оборонялись женщины от вражеского нападения», однако «сказание о бое здесь в 1382 году женщин, построивших „городок“, с татарами документами не подтверждается».
В середине XIX века назывался Новый Огородный переулок, так как большая часть переулка проходила среди огородов бывшей Панской слободы.

## История
Переулок возник в XVIII веке на окраине Панской слободы, где располагались огороды. В начале XX векаа при застройке огородов, три переулка получили одинаковые названия — Бабьегородские с номерами. До середины 1980-х годов переулок был в несколько раз длиннее и шёл с севера на юг, пересекая 1-й Бабьегородский и Земский переулки, доходил до 1-й Голутвинского переулка. В результате создания Парка Искусств при Новой Третьяковке, значительная часть переулка и его застройка была ликвидирована, в результате чего от него остался только небольшой отрезок.

## Транспорт
- Станция метро «Октябрьская» Калужско-Рижской линии — около 250—300 метров пешком.
- Станция метро «Полянка» — около 700 метров пешком.
- Остановка «1-й Бабьегородский переулок»:

Автобусы: м1, е10, 297; н11.